# Sklavenhaltergesellschaft
Sklavenhaltergesellschaft ist ein Begriff, den Karl Marx geprägt hat. Er bezeichnet damit die antiken Gesellschaften auf der Basis ihrer Produktionsweise, die den Reichtum durch die Schaffung und Akkumulation von Mehrwert durch Sklavenarbeit produzierten. Mit diesem Terminus vervollständigt er die Trias „Sklavenhaltergesellschaft“, „Feudalismus“ und „Kapitalismus“ als Ergebnisse einer Geschichte von Klassenkämpfen. Im Mittelpunkt seiner Untersuchungen standen jedoch die Verhältnisse im 18. Jahrhundert.

## Einordnung in die Abfolge der Klassenkämpfe
Vor der Sklavenhaltergesellschaft ist nach Friedrich Engels zeitlich die Urgesellschaft bzw. der Urkommunismus anzusetzen, in dem „die Geschichte“ noch gar nicht begonnen hat. Nach der Sklavenhaltergesellschaft folgen die durch unfreie Arbeit (Fron u. a.) gekennzeichneten Produktionsverhältnisse des Feudalismus. Diese sind von der „Asiatischen Produktionsweise“ zu unterscheiden. Engels formuliert das wie folgt: „Die Sklaverei ist die erste, der antiken Welt eigentümliche Form der Ausbeutung: ihr folgt die Leibeigenschaft im Mittelalter, die Lohnarbeit in der neueren Zeit. Es sind dies die drei großen Formen der Knechtschaft, wie sie für die drei großen Epochen der Zivilisation charakteristisch sind; offne, und neuerdings verkleidete, Sklaverei geht stets danebenher.“

## Zur Begriffsgeschichte
Der Ausdruck rief bereits im 19. Jahrhundert heftige Abwehr hervor, einmal, weil die Antike mit ganz anderen Schwerpunkten aufgefasst und sehr bewundert wurde, und zum andern, weil die Sklavenhaltergesellschaft theoriegemäß am markantesten durch eine Revolution der Sklaven hätte beendet werden müssen, was die Übergänge der Antike zum europäischen Mittelalter aber gerade nicht traf. Hier hat Arnold J. Toynbee eine Lücke geschlossen, indem er anhand des Römischen Reiches darlegte, es habe sich in den umliegenden barbarischen Gesellschaften ein zum gleichen Kulturkreis gehöriges „äußeres Proletariat“ geschaffen, das in der Völkerwanderungszeit die Produktionsverhältnisse der Sklaven haltenden Spätantike umstürzte. Noch in den marxistischen Debatten des 20. Jahrhunderts bereitete der Ausdruck eher Verlegenheit (mit Ausnahmen, z. B. in Gestalt von Charlotte Welskopfs Polis-Studien). Althistoriker im Herrschaftsbereich der Sowjetunion leisteten ihm oft Lippenbekenntnisse und forschten empirisch wie ihre westlichen Kollegen.
Unabhängig davon gibt es eine umfangreiche historische und soziologische Debatte zur Rolle der antiken Sklavenarbeit, an der sich auch Max Weber beteiligt hat. Seine These dazu lautet: Mit der Konsolidierung des Römischen Reiches ging der Sklavennachschub durch Versklavungen besiegter Völker zurück. Außerdem war die Geburtenrate unter den Sklaven gering, so dass das Imperium Romanum bereits im 2. Jahrhundert n. Chr. durch Sklavenschwund in eine schleichende Strukturkrise geriet.
Eine detaillierte Aufarbeitung der griechischen antiken Sklavenhaltergesellschaft mittels marxscher Begriffe, nämlich das Buch The Class Struggle in the Ancient Greek World, verfasste der englische Althistoriker Geoffrey de Ste Croix. Die Phänomene der Sklaverei in der Neuzeit werden damit jedoch nicht abschließend erklärt.